# Oblath Richárd
Oblath Richárd (Versec, 1882. június 11. – Budapest, Józsefváros, 1959. június 18.) magyar matematikus, középiskolai tanár, a matematikai tudományok kandidátusa (1955). 

## Élete
Oblath Antal Mór és Katscher Jenny Mária (1859–1942) fia. 1905-en a budapesti tudományegyetemen matematika-fizika szakos oklevelet szerzett. Több vidéki gimnáziumban tanított, majd 1909-ben Budapestre helyezték, ahol előbb a III. kerületi főgimnáziumban, később az V. kerületi főreáliskolában dolgozott. 1919-ben a Tanácsköztársaság idején tanúsított magatartása miatt megfosztották állásától. 1922-től 1946-ig a Magyar Általános Kőszénbánya Rt. biztosítási matematikusa volt. 
1946-ban történt nyugdíjaztatása után a budapesti tudományegyetemen adott elő haláláig. Kutatási területe geometriai szerkesztések és elemi számelmélet. Halálát agylágyulás okozta.

## Magánélete
Felesége Breuer Janka volt.

## Főbb művei
- Az alkoholizmus élettani és ethikai hatásai (1904)
- Merőleges szerkesztése vonalzóval és etalonnal (1909)
- Analízis és geometriai alkalmazásai (Budapest, 1920)